# Cymothoa frontalis
Cymothoa frontalis är en kräftdjursart som beskrevs av H. Milne Edwards 1840. Cymothoa frontalis ingår i släktet Cymothoa och familjen Cymothoidae. Inga underarter finns listade i Catalogue of Life.